# عاج

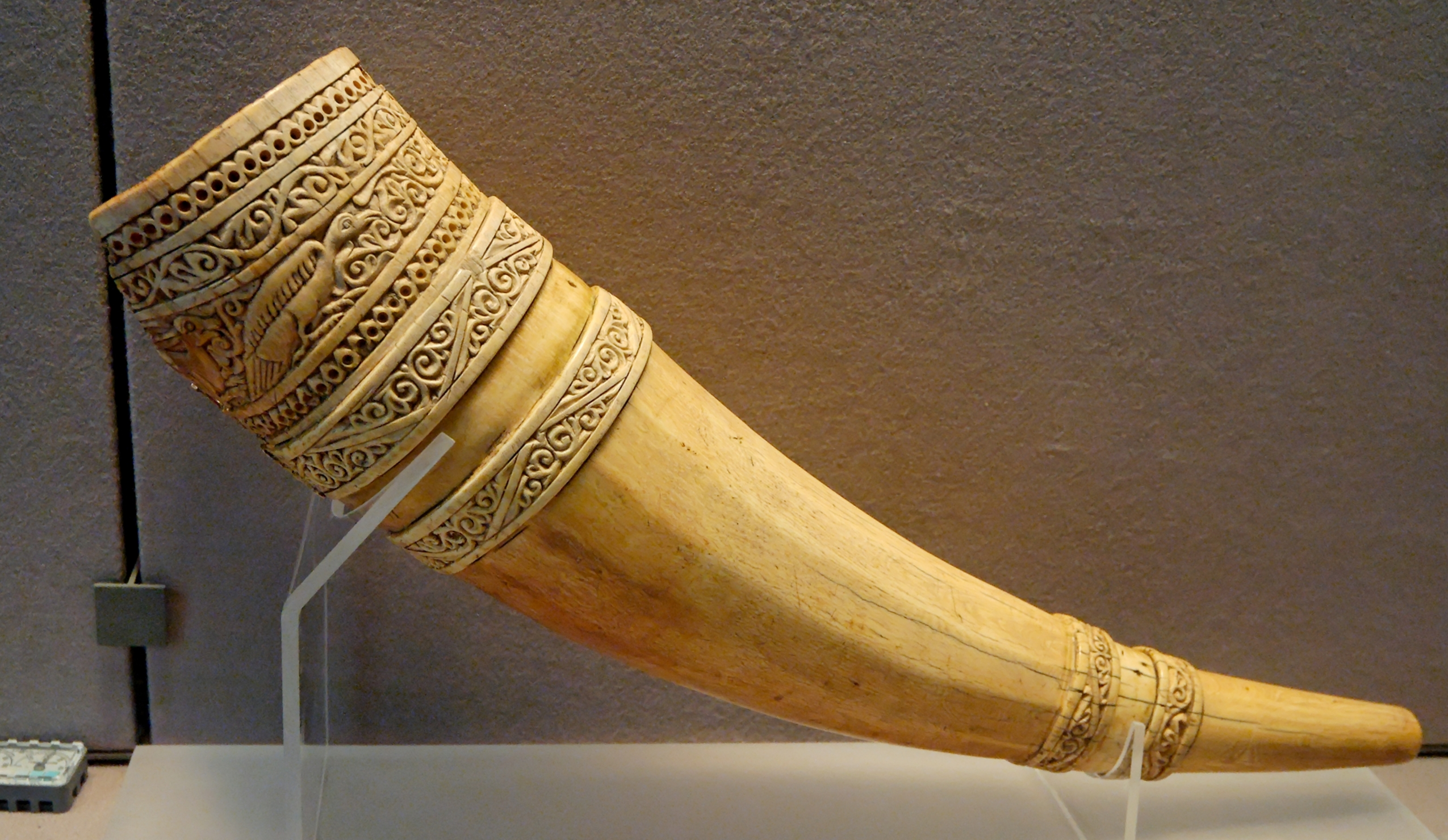
یک عاج فیل حکاکی‌شده ایتالیایی متعلق به سده ۱۱ میلادی که اکنون در موزه لوور نگهداری می‌شود.

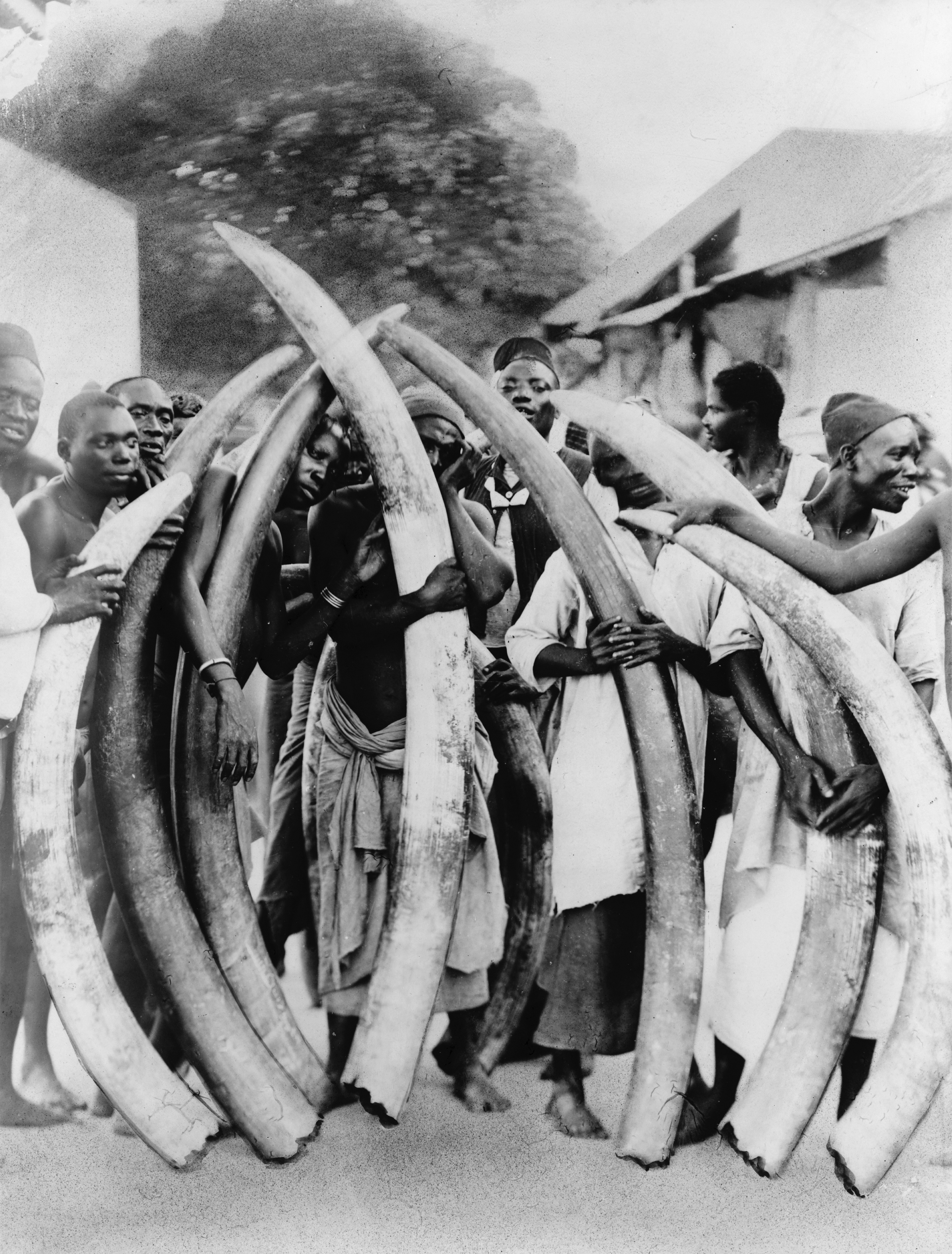
مردانی که عاج همراه دارند (دار السلام، ۱۹۰۰)

عاج یا پیلسته یک ماده سخت، سفید و مات است که در حقیقت به دندان‌های جانورانی مانند فیل و ماموت و گراز دریایی و اسب آبی گفته می‌شود. کلمه عاج به‌طور سنتی برای دندان فیل استفاده می‌شود.
اغلب به بلندترین دندان در جانوران می‌گویند که درازای آن تا ۳ متر می‌رسد. از عاج (دندان) بعضی پستانداران مانند فیل برای ساخت جواهر استفاده می‌کنند که امروزه سازمان ملل متحد از انجام این عمل به دلیل منقرض شدن نسل فیل‌ها جلوگیری می‌کند.

## جانوران عاج‌دار
فیل، ماموت، گراز دریایی، اسب آبی، شیر دریایی و نهنگ دریایی از جمله جانورانی هستند که دارای عاج هستند. عاج ماموت، از بزرگ‌ترین عاج‌های جهان هستند.

## موارد استفاده از عاج

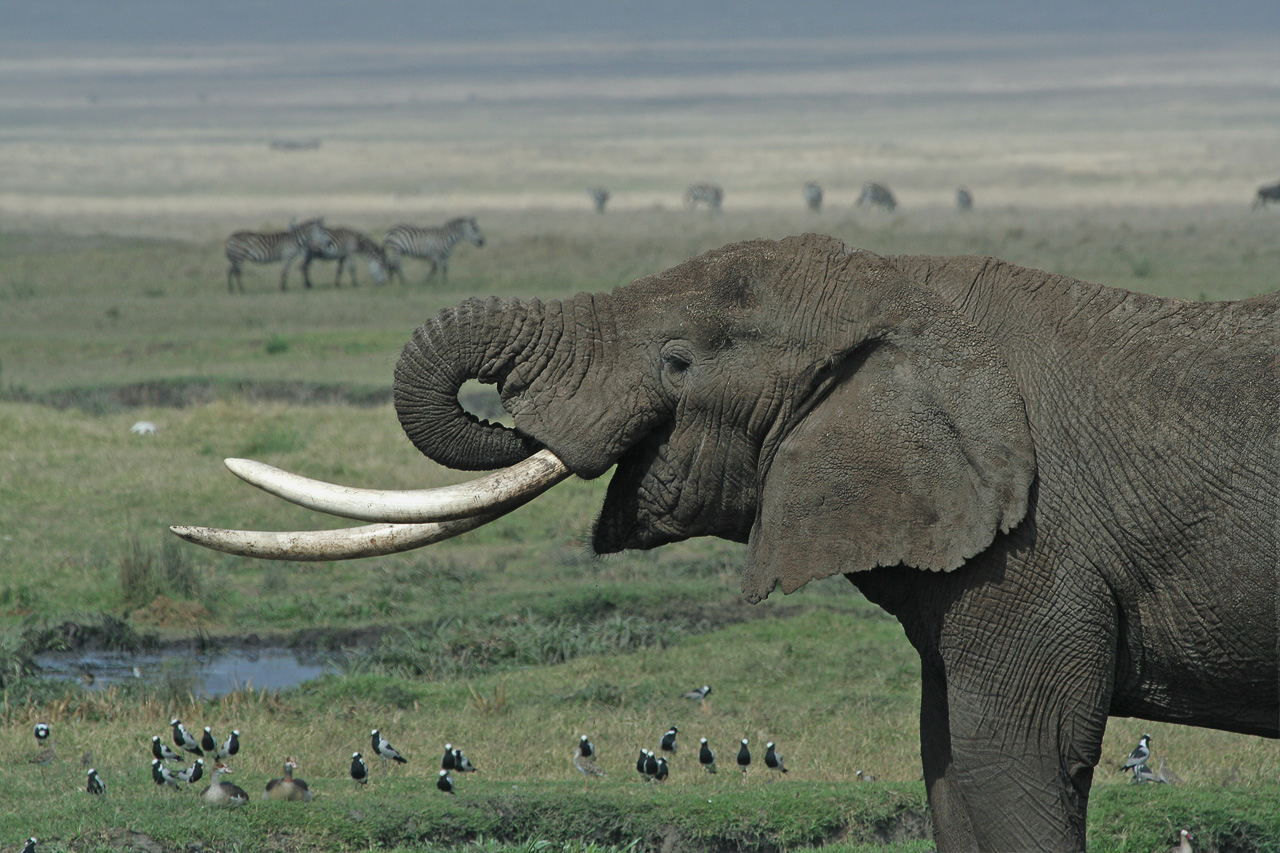
فیل

عاج مصارف زیادی در حیطهٔ زیبایی و علم داشته است و بسیار سودمند بوده است. در گذشته، از عاج فیل برای تزیین وسایل و لوازم محکم و دکور و نیز جواهرآلات استفاده می‌شد.
امروزه، هر چند فیل‌ها تحت نظارت دولت‌ها قرار دارند، اما با این حال، عده‌ای شکارچی آن‌ها را به خاطر عاج گران‌بهایشان شکار می‌کنند. قبل از اختراع پلاستیک عاج برای ساختن توپ‌های بیلیارد، کلیدهای پیانو ٬نی انبان (نوعی ساز در اسکاتلند) و ساخت دکمه‌ها و در یک طیف وسیعی از استفاده‌های تزیینی بکار می‌رفته است.
جانشینان مصنوعی عاج پیشرفت کردند و پلاستیک جای عاج را روی پیانوها گرفته است و اخیراً دیگر مواد مصنوعی آنقدر توسعه یافتند که بسیار شبیه عاج شدند.

## عاج در ادبیات فارسی
در متون ادبیات فارسی به عاج اشاره شده است. شیخ بهایی سروده است:
| شانه عاج ار نبوَد بهر ریش |  | شانه توان کرد به انگشت خویش |
|                          |  |                             |